# Ahmad Monschi Ghomi
Ahmad Monschi Ghomi (anhörenⓘ; persisch [æhmæd ɛ monʃi jɛ ɢomi] احمد منشی قمی‎; * 1547 in Ghom; † unbekannt), bekannt auch als Ghazi Ahmad, war ein persischer Autor und Kalligraf. Er war der Sohn des Scharaf ed-Din Hossein Ghomi, der der Schreiber Sam Mirza Safawis in Herat war.

## Leben
Ghazi Ahmad wurde 1547 in Ghom, das zu der Zeit ein wichtiges Zentrum für Theologen und Gelehrten war, geboren. Als er 11 Jahre alt war, zog er mit seinem Vater nach Maschhad in den Osten und verbrachte dort 20 Jahre. Mit der Unterstützung von Sultan Abolfath Ebrahim Mirza machte er Ausbildung bis zum Alter von 31 bei den bekannten Meistern wie Schah Mohammad Neyschaburi, Mir Ahmad Maschhadi und Malek Deylami. Ghazi Ahmad verbrachte seine Jugend im künstlerischen Kreise des Hofes Ebrahim Mirzas. Ebrahim Mirza war ein gebildeter Mann auf dem Gebiet der Kunst und Wissenschaft und einige prominente Lyriker, Kalligrafen und Maler arbeiteten in seiner Bibliothek. Ghazi Ahmad hatte Kontakt auch mit vielen Malern und Kalligrafiemeistern außerhalb der Bibliothek Ebrahim Mirzas und deshalb konnte er viele Einzelheiten über das Leben der Künstler in der Safawidenära erzählen. Sein Werk, Golestan-e-Honar, stellt die Künstler vor, die der Autor persönlich kannte oder über die er durch andere vertraute Personen etwas wusste. Er hat auch andere Bücher wie Cholassat ot-Tawarich, Madschma osch-Schoara und Managheb of-Fozala. Sein Buch, Cholassat ot-Tawarich, ist die Geschichte der Safawidendynastie von Safi ad-Din Ardabili bis zur frühen Zeit des Abbas I. 1599 wurde Abbas I böse über ihn und befahl seine Entlassung. Nach der Entlassung ging er nach Ghom zurück. 1607 besuchte er Molana Mohammad Amir Aghili Rostamdari Ardebili, der damals ein bekannter Kalligraf war. Ghazi Ahmad schrieb über ihn in Golestan-e-Honar.